# Індія на зимових Олімпійських іграх 2018
Індія на зимових Олімпійських іграх 2018, що проходили з 9 по 25 лютого 2018 у Пхьончхані (Південна Корея), була представлена 2 спортсменами в 2 видах спорту — лижні перегони і санний спорт. Прапороносцем на церемонії відкриття Олімпіади став саночник Шива Кешаван. Індія удесяте брала участь в зимовій Олімпіаді. Індійські спортсмени не здобули жодних медалей.

## Спортсмени
| Sport          | Чоловіки | Жінки | Всього |
| -------------- | -------- | ----- | ------ |
| Санний спорт   | 1        | 0     | 1      |
| Лижні перегони | 1        | 0     | 1      |
| Всього         | 2        | 0     | 2      |

## Лижні перегони
Індія кваліфікувала на Ігри одного лижника, який змагався в одній дисципліні. У змаганнях 15 км вільним стилем серед чоловіків Джагдіш Сінгх фінішував 103-м (серед 119-ти учасників).
| Спортсмен     | Дисципліна                      | Фінал   | Фінал       | Фінал |
| Спортсмен     | Дисципліна                      | Час     | Відставання | Місце |
| ------------- | ------------------------------- | ------- | ----------- | ----- |
| Джагдіш Сінгх | 15 км вільним стилем (чоловіки) | 43:00.3 | +9:16.4     | 103   |

## Санний спорт
Шива Кешаван пройшов кваліфікацію в чоловічому одиночному розряді, потрапивши до топ-38 у заліку Кубка світу з санного спорту 2017–18. Кешаван пройшов кваліфікацію на свої шості зимові Олімпійські ігри в цьому виді спорт. Це буде останній виступ Кешавана на Олімпіаді.
| Спосртсмен   | Дисципліна               | Спуск 1 | Спуск 1 | Спуск 2 | Спуск 2 | Спуск 3 | Спуск 3 | Спуск 4 | Спуск 4 | Разом    | Разом |
| Спосртсмен   | Дисципліна               | Час     | Місце   | Час     | Місце   | Час     | Місце   | Час     | Місце   | Час      | Місце |
| ------------ | ------------------------ | ------- | ------- | ------- | ------- | ------- | ------- | ------- | ------- | -------- | ----- |
| Шива Кешаван | чоловіки, одномісні сани | 50.578  | 36      | 48.710  | 31      | 48.900  | 30      | заступ  | заступ  | 2:28.188 | 34    |